# 597
Năm 597 là một năm trong lịch Julius.